# Coscinia vernetensis
Coscinia vernetensis là một loài bướm đêm thuộc phân họ Arctiinae, họ Erebidae.